# دانيلو فيفالدو
دانيلو فيفالدو هو لاعب كرة قدم برازيلي في مركز الدفاع، ولد في 12 يناير 1987 في ساو باولو في البرازيل. لعب مع بورتوغيزا سانتيستا ونادي كيدا دارول أمان.

## وصلات خارجية
- دانيلو فيفالدو على موقع قاعدة بيانات كرة القدم.إي يو (الإنجليزية)